# Sethu
Sethu, pseudonimo di Marco De Lauri (Savona, 21 novembre 1997), è un cantautore e rapper italiano. Noto al grande pubblico grazie alla partecipazione al 73° Festival di Sanremo con il brano "Cause Perse", prodotto dal gemello Jiz (Giorgio De Lauri) per Carosello Records, ha pubblicato nel 2024 il suo primo album "tutti i colori del buio".

## Biografia
Nato a Savona nel 1997, insieme al suo fratello gemello si è successivamente stabilito a Milano. Ha dimostrato un immediato interesse per la musica sin da giovane, iniziando ad esibirsi in vari gruppi musicali di genere punk locali, prima di dedicarsi interamente alla musica hip hop. Lo pseudonimo da lui utilizzato è un omaggio all'album At the Gate of Sethu del gruppo brutal death metal Nile.
Nel 2018 ha pubblicato l'EP d'esordio Spero ti renda triste..., in collaborazione con il fratello gemello Giorgio De Lauri, in arte Jiz. L'EP si distacca da i suoi lavori precedenti per l'influenza da generi come la trap.
Nel 2019 con la pubblicazione di singoli come Butterfly Knife e Hotspot, che ha consentito all'artista di raggiungere la notorietà nazionale, e gli ha fruttato una menzione nella lista "CBCR dell'anno" stilata dalla rivista RockIT.
Nel settembre 2022, dopo aver ottenuto un contratto con la Carosello Records, ha pubblicato il singolo Giro di notte, con cui è stato nominato "Artista del mese" nel programma MTV New Generation. Nel novembre dello stesso anno è stato confermato come uno fra i dodici artisti partecipanti a Sanremo Giovani 2022, festival musicale che ha selezionato sei artisti emergenti per il 73º Festival di Sanremo. Sethu riesce a qualificarsi tra i primi sei con il brano Sottoterra, che gli ha permesso di prendere parte al festival con il brano Cause perse. L'8 febbraio 2023, in occasione della partecipazione al Festival di Sanremo, viene pubblicato il suo secondo EP Cause perse che include anche la cover Charlie fa surf RMX con i bnkr44. Nella serata conclusiva della kermesse si piazza in fondo alla classifica, al ventottesimo posto.
Venerdì 17 maggio 2024 pubblica il suo debut album Tutti i colori del buio prodotto per Carosello Records dall’immancabile gemello e producer Jiz. Il tema centrale dell'album è la salute mentale: le 11 tracce dell'album raccontano e condividono tutte le sfumature di un periodo di luci e ombre, soddisfazioni e disfatte, profondo buio e nuova luce vissuto dall'artista. Non è un caso che tutte le tracce dell’album, a sola eccezione del brano Troppo stanchi, siano state realizzate dai due gemelli nell’arco di pochi mesi, dopo aver preso la scelta di tornare in terapia.
L’album è stato presentato per la prima volta dal vivo con band al MI AMI Festival venerdì 24 maggio 2024, primo appuntamento live di un tour che si è concluso venerdì 17 gennaio 2025 all'Arci Bellezza di Milano.
Nel 2025 pubblica il singolo "Si balla", prodotto dal gemello Jiz per Carosello Records, e il documentario "Ancora si balla", diretto da Elena Cavazzini. Il documentario racconta con immagini inedite il periodo di cambiamento vissuto dalla partecipazione al 73° Festival di Sanremo ad oggi, il legame indissolubile con il gemello Jiz, produttore di tutti i suoi brani, e lo stretto rapporto che si è instaurato con i fan. Ad accompagnare i titoli di coda del documentario torna il nuovo singolo di Sethu, “Si balla”, romantica ballad per cuori malinconici che conoscono il peso della resa di fronte a una relazione divenuta insostenibile. Una melodia delicata ma intensa, che rappresenta il primo tassello di una nuova produzione artistica dell’artista che, dopo le difficoltà condivise nel suo primo album “tutti i colori del buio”, ha ritrovato maggiore serenità e nuova spinta creativa.

## Discografia

### Album
- 2024 – Tutti i colori del buio

### EP
- 2018 – Spero ti renda triste...
- 2023 – Cause perse

### Singoli
- 2018 – Baleka (con ArnoSoul)
- 2019 – Lampioni
- 2019 – Fototessere (con Rilah)
- 2019 – Butterfly Knife
- 2019 – È uno scherzo ma feroce (con Osiris e Prxmxnny)
- 2019 – Hotspot (con Lil $adape)
- 2019 – Mi hai lasciato a metà strada, sulla strada di casa
- 2020 – Blacklist
- 2020 – Calmo
- 2020 – Pioverà per sempre?
- 2021 – Rebecca (con Don Said feat. Arden e Jiz)
- 2021 – Fu*ked Up (con Tish)
- 2021 – Qualcosa è andato storto (con Iside)
- 2022 – Sexy delir*o (con Meli e Snepper)
- 2022 – Giro di notte
- 2022 – My Bad (con Anzj)
- 2022 – Sottoterra (con Jiz)
- 2023 – Cause perse
- 2023 – Mare di lacrime
- 2023 – Rivoluzione!
- 2023 – Triste vederti felice
- 2024 – Problemi
- 2024 – Croci (con Sally Cruz)
- 2025 - Si balla
- 2025 - Ossa rotte
- 2025 - Marco

### Come featuring
- 2019 – Per salvarmi (Alessioego feat. Sethu)
- 2020 – Full Metal Clout (Neo13, Slumpthinldle, Reakira e Karashф feat. Lil $adape e Sethu)
- 2020 – Per Aspera Ad Astra (Per Aspera Ad Astra e Kermit feat. Track Ivoire, Rione, Capozanarky, Dile, Sethu e 33 & Grizzly)
- 2021 – Breakout v10 (Iside feat. Sethu)
- 2022 – Crush (Wako feat. Sethu)
- 2022 – My Sharona (IN6N, Rhen, Sethu, Dbackinyahead)
- 2022 – A/B (feat. Claudym)
- 2023 – Charlie fa surf RMX (feat. bnkr44)
- 2023 – Nanini (R-AnDy SA feat. Sethu)
- 2024 – Elettroshock (Finley feat. Sethu)
- 2025 – Marinè (feat. Sayf e Kuremino)
- 2025 - Non lo diresti mai (feat. Caro Wow)